# Wyeomyia undulata
Wyeomyia undulata är en tvåvingeart som beskrevs av Ponte och Nelson Leander Cerqueira 1938. Wyeomyia undulata ingår i släktet Wyeomyia och familjen stickmyggor. Inga underarter finns listade i Catalogue of Life.